# 浜比嘉島
浜比嘉島（はまひがしま、はまひがじま）は、沖縄県うるま市に属する島で、沖縄諸島のうち、与勝諸島を構成する太平洋の有人島である。沖縄本島中部の東部海岸に突出する勝連半島の東約3kmに位置する。

## 地理
面積2.09km2、周囲6.69km、最高峰は「スガイ山」で、標高は78.7mである。2012年4月現在の島内人口は531人。島は3本の断層で分断され、起伏のある台地状の地形を成している。泥岩の島尻層を基盤とし、その上部は琉球石灰岩によって覆われ、沖積層は北西と南西海岸に分布している。島の地形は西側で標高が高く、平地は北西海岸と、北東から南東部の海岸に存在し、南岸には海崖が形成されている。また、流路長約300mの河川が北東部へ流出している。島の周辺海域にサンゴ礁は発達していないが、南方の久高島から北に位置する伊計島まで連続するサンゴ礁群は自然に造られた堤防の役割を果たしている。

### 行政
浜比嘉島は、島西部の「浜（はま）」、東部の「比嘉（ひが）」という2つの大字で構成されている。浜地区は浜集落の1つで成るが、比嘉地区は当地区の北西に比嘉集落、南東に兼久（かねく）集落があり、合わせて2集落から成る。さらに、比嘉地区は浜比嘉島の南東約3kmに位置する浮原島と南浮原島も含む。琉球王国時代は勝連間切、琉球処分後の1896年（明治29年）に中頭郡、1908年（明治41年）に同郡勝連村の一部となる。1980年（昭和55年）に勝連町として町制施行され、2005年（平成17年）4月1日にうるま市として合併改称された。
| 大字 | 集落など                   | 地図                                     |
| ---- | -------------------------- | ---------------------------------------- |
| 浜   | 浜集落                     | 浜 比嘉 兼久 スガイ山（78.7m） ↑平安座島 |
| 比嘉 | 比嘉集落                   | 浜 比嘉 兼久 スガイ山（78.7m） ↑平安座島 |
| 比嘉 | 兼久集落                   | 浜 比嘉 兼久 スガイ山（78.7m） ↑平安座島 |
| 比嘉 | （浮原島・南浮原島の全域） | 浜 比嘉 兼久 スガイ山（78.7m） ↑平安座島 |

### 小島・岩礁
無名の小島が比嘉神社の東南東沖約400mと、1.6km沖にそれぞれある。

## 歴史
浜比嘉島は、方言で「バマヒジャシマ」と呼ばれ、『ペリー提督沖繩訪問記』には「Kama （カマ）」、『琉球覚書』に「Pama （パマ）」と記載されている。『琉球国由来記』には、「浜村」、「比嘉村」と記されている。『琉球国高究帳』に「ばま嶋」とあるが、「ばま島」は、浜村のほかに比嘉村も含まれていたとされる。
浜比嘉島には、貝塚時代からグスク時代にかけての遺跡が多く発見されているが、詳細な発掘調査はほとんど行われていない。比嘉集落の南で青磁が、旧・比嘉小学校の北側に位置する洞窟から石器と土器が出土した。また比嘉地区北部の比嘉城はグスク時代初期に建造されたものとされるが、その伝承を裏付ける証拠は乏しい。琉球王国時代に浜比嘉島が属していた勝連間切と近隣の与那城間切の島民らは共に水不足に悩まされ、天水田の多かった浜比嘉島は、少しの旱魃でもすぐに干上がり稲作ができず、地方の役人らが灌漑工事を行ったと、『球陽』の記事に見受けられる。実際に、1792年には浜村と比嘉村両村で灌漑が、1830年に比嘉村で水路・水田開発が行われた。1839年、水戸藩の廻船が浜比嘉島に漂着し、5人の船員は救助する前に死亡、その後彼らを「ヤマトンチュウ墓」として埋葬したとされる。1875年とその翌年にかけて、浜村のマーラン船が宮古島からの帰路で、逆風により中国・浙江省平陽県に漂着、さらにその帰りでも遭難し、鹿児島県の坊津に流れ着いたという。
明治30年代はハワイ移民の全盛期で、その当時は比嘉地区からほとんどの青壮年がハワイに渡り、彼らの送金で比嘉の集落は一時的に生活が潤沢になったという。戦前、浜比嘉島住民は浮原島内で耕作を行い、いくつかの農家が住んでいた。また浮原島周辺海域では、糸満漁民がスルメイカ漁を行っていたが、1913年（大正2年）に浮原島の権利者である浜比嘉島の住民との間で漁業権争いが起こり、終いには両者で凶器を持って乱闘する騒ぎとなった。結局、沖縄県知事らが仲裁し、港湾使用料を糸満漁民が支払うことで合意し、事件は解決した。
1894年（明治27年）に浜中学校の前身である與勝尋常小学校の分校が設立、また本土復帰後の1972年（昭和47年）5月15日には浜小中学校から比嘉小学校と独立・改称した。比嘉小学校では、浜比嘉島の高齢者を招待し、児童と共に給食会が開催され、また浜中学校は浮原島で自然体験学習を行っていた。しかし、2012年（平成24年）4月に平安座・宮城・伊計を含む4島の小中学校が統合され、平安座島に「うるま市立彩橋小中学校」が開校した。

## 産業

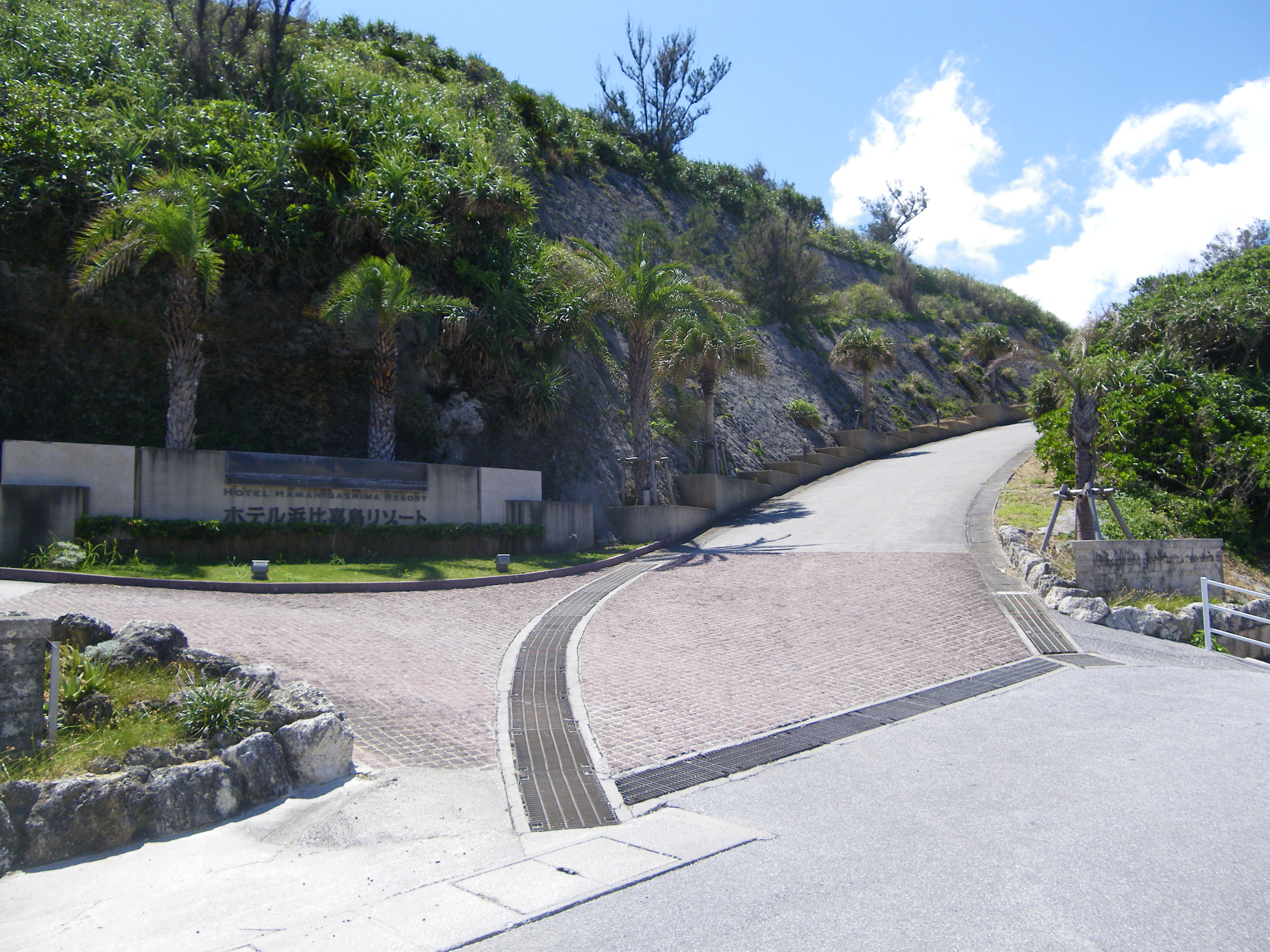
ホテル浜比嘉島リゾートの玄関口

浜比嘉島は沖合に位置する小島であることから、『球陽』によれば、浜・比嘉の両村は風害により作物が育ちにくい環境にあるため、漁業で生計を立てていた。また、雨水に頼る水田が多い島であったがゆえ、親雲上の指揮下で灌漑工事が行われた。明治期に入っても、耕地は少なく、サバニを用いた伝統的な漁業のみであった。戦後の米軍統治時代に、下肥を肥料として使用しないアメリカ軍向けの清浄野菜を栽培し、一時は盛んに行われたが、1968年頃はアメリカのドル防衛政策により米軍向け野菜の販売は沖縄全体で減少し、浜比嘉島の農家は激減した。
浜比嘉島は半農半漁の島である。農業ではピーマン、ニンジン、またスイカやメロンも栽培されている。漁業はモズク、6月から9月にかけてはウニ漁が最盛となる。島の特産品として、ウニと共に漬けたイカの塩辛が販売されている。浜比嘉島と平安座島を結ぶ浜比嘉大橋の完成以降、島外への通勤が増加、さらに比嘉集落の南側にリゾートホテルが開業した。

## 文化
琉球開闢の祖である女神のアマミキョと男神シルミキョや、その他神々を祀ったとされる岩礁・アマンジーの洞穴が比嘉地区の東にあり、「アマミチュー洞窟」と呼ばれ、無病息災と子孫繁栄を願う拝所となっている。『琉球国由来記』には、この洞穴は「アマミゾ嶽」と記載され、その他の御嶽も浜比嘉島のノロによって管理されていた。海から訪れたアマミキョは兼久集落の沖合に位置する久場島を目標に浜比嘉島へ到着し、シルミキョのいる洞穴へ住んだとされる。この洞穴は比嘉地区の南南東の森林に位置する「シルミチュー霊場」とよばれ、子宝祈願の拝所である。その洞穴には、大正時代に作られたとされる瓦葺の祠があり、この中に2つの鏡が置かれている。比嘉地区では旧暦3月3日に、女性が浜下りで海で身を清めた後、神人らが豊作祈願を行う。浜地区東側にシヌグ堂（シヌグドゥ、「東の御嶽」とも）がある。ここでは、三山時代の中山の武将・平良忠臣が逃れ隠れたとされる場所で、旧暦8月28日に北山・南山が彼を討つために、浜比嘉島へ出向いたが、平良忠臣がアマミキョとシルミキョへ願掛けを行った結果、嵐で北山・南山の船が沈没したという。

## 交通

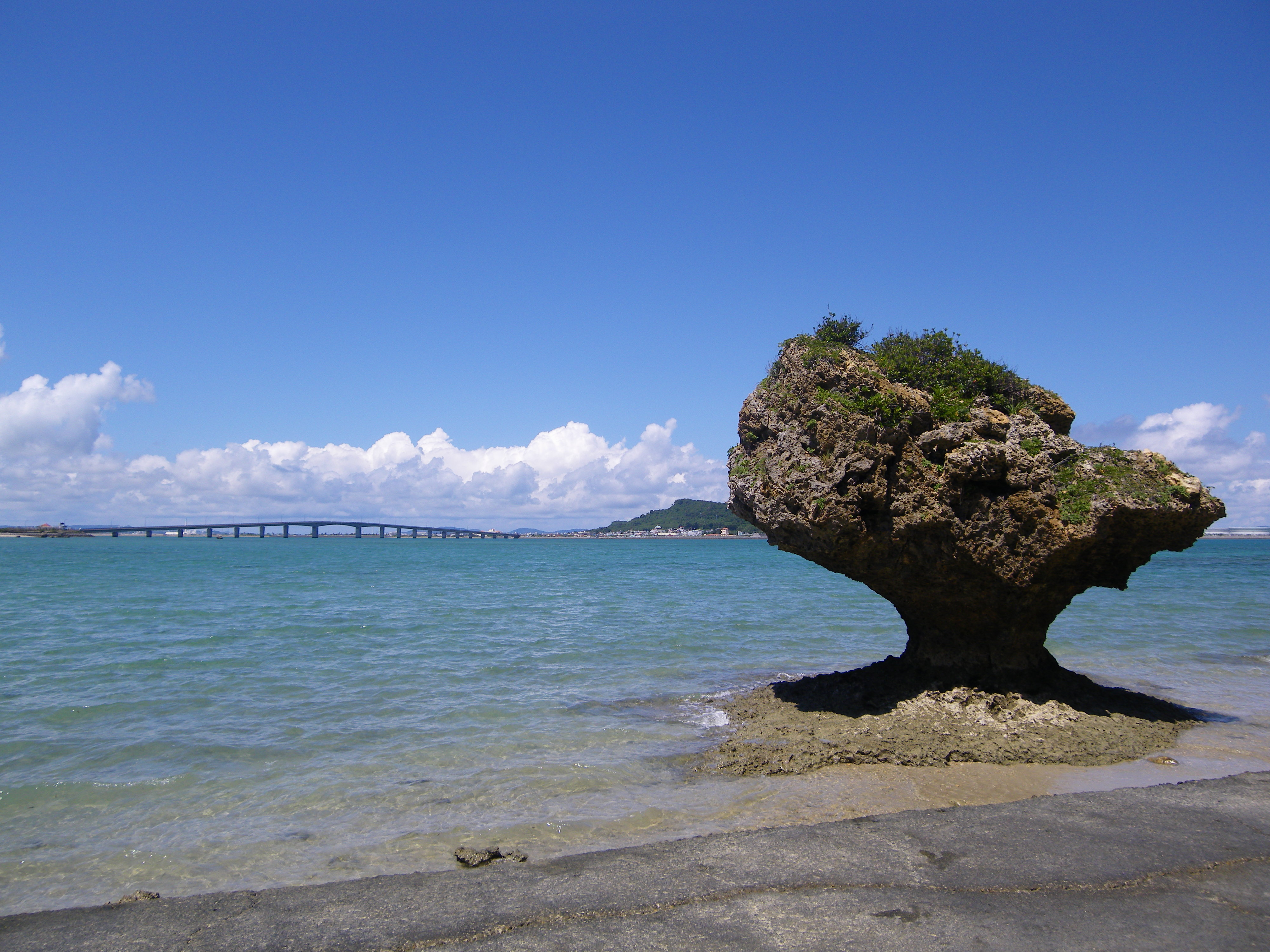
アマミチューの墓から望む浜比嘉大橋（画像左奥）

平安座島と架橋する以前は、沖縄本島勝連半島の屋慶名（やけな）港から浜・比嘉の各2港に定期便が運航していた。浜港から1日3便、比嘉港からは1日2便で、所要時間はそれぞれ25分と35分であった。1974年（昭和49年）2月に、当時の勝連町が沖縄県知事に浜比嘉島と平安座島の架橋を要請、1987年（昭和62年）12月には架橋建設が認可された。しかし浜比嘉大橋の建設にあたって、平安座島の住民は、石油備蓄基地と海中道路の建設に反対した浜比嘉島住民の離島苦解消になぜ協力しなければならないのか、と不快感を示していた。その一方で、海中道路の完成以降、金武湾の周辺自治体は、金武湾の海流変化による水質汚染の深刻化を指摘し、海中道路の一部の架橋を要求した。1991年度に浜比嘉大橋は「一般県道浜比嘉平安座線」として、海中道路と共に県道に昇格した。その後、1997年（平成9年）2月7日に「浜比嘉大橋」が開通し、また改良工事で、海中道路に2つの橋が完成した。浜比嘉大橋完成後は、沖縄本島への往来が容易になり、島外からの観光客が増加した。また橋の上から釣りをする者や、朝方と夕方にウォーキングを行う人が見受けられる。
うるま市では本島の屋慶名地区とこれらの各島を結ぶ路線バス（うるま市有償バス）を運行している。

## 出身者
- 金城実 - 彫刻家[24]。